# Grey Daze
Grey Daze je alternativní rocková skupina z Phoenixu v Arizoně, která vznikla v roce 1993. Jsou známí jako jedna z prvních kapel zpěváka skupiny Linkin Park Chestera Benningtona.

## Historie kapely
Skupinu založili v roce 1993 bubeník Sean Dowdell a zpěvák Chester Bennington. Předtím působili ve skupině Sean Dowdell and His Friends?. Dalšími spoluzakladateli byli kytarista Steve Mitchell a baskytarista Jonathan Krause. V roce 1998 skupinu opustili Bennington a Beyers kvůli vnitřním konfliktům, což nakonec vedlo k úplnému rozpadu kapely. Následující rok se Bennington připojil ke skupině Xero, ze které se později stala Linkin Park.
Kapela zůstala neaktivní až do Benningtonova návrhu na znovuobnovení v roce 2017. Kvůli jeho smrti zanedlouho poté se tento plán neuskutečnil. Brzy však začaly práce na albu Amends. Album bylo nakonec dokončeno a vydáno v červnu 2020. Ve skladbách jsou použity původní Benningtonovy vokály. Hudební nástroje v albu byly nahrány původními členy kapely. Album se po vydání setkalo s pozitivním přijetím a v žebříčku Billboard 200 se umístilo na 75. místě.
V lednu 2021 vyšlo pětiskladbové EP s názvem Amends...Stripped, které obsahuje akustické verze písní z alba Amends.
V červnu 2022 kapela vydala své druhé album po svém návratu s názvem The Phoenix. Album využívá Benningtonův původní zpěv podobně jako předchozí album Amends. Album obsahuje deset skladeb, včetně singlů „Saturation (Strange Love)“ a „Starting to Fly“. Jako hosté na albu vystoupily Benningtonovy dcery Lily a Lila, dále Dave Navarro z Jane's Addiction a Richard Patrick z Filter. Album získalo vesměs pozitivní až smíšené hodnocení.

## Členové

#### Současní členové
- Cristin Davis – kytara (2019–současnost)
- Sean Dowdell – bicí, doprovodné vokály (1993–2001, 2017, 2019–současnost)
- Cris Hodges – zpěv (2024–současnost)

#### Bývalí členové
- Jason Barnes – kytara (1994–1995, 2017)
- Bobby Benish – kytara (1995–2001, zemřel v roce 2004)
- Chester Bennington – zpěv (1993–1998, 2017, zemřel v roce 2017)
- Mace Beyers – basová kytara (1995–1998, 2017, 2019–2024)
- Jonathan Krause – basová kytara (1993–1995)
- Steve Mitchell – kytara (1993–1994)
- Dave Sardegna – basová kytara (1998–2001)
- Jodi Wendt – zpěv (1998–2001)

## Diskografie

#### Studiová alba
- 1994 – Wake Me
- 1997 – ...No Sun Today
- 2020 – Amends
- 2022 – The Phoenix

#### EP
- 2021 – Amends...Stripped

#### Singly
- 2020 – What's in the Eye
- 2020 – Sickness
- 2020 – Sometimes
- 2020 – Soul Song
- 2020 – B12
- 2020 – Shouting Out (Stripped)
- 2021 – Anything, Anything
- 2022 – Saturation (Strange Love)
- 2022 – Starting to Fly
- 2024 – Nothing's Real
- 2025 – Fake Little Lies